# Chrysochlorosia
Chrysochlorosia är ett släkte av fjärilar. Chrysochlorosia ingår i familjen björnspinnare.
Kladogram enligt Catalogue of Life:
| Chrysochlorosia | \| \| Chrysochlorosia callistia \| \| \| \| \| \| Chrysochlorosia magnifica \| \| \| \| \| \| Chrysochlorosia splendida \| \| \| \| \| \| Chrysochlorosia superba \| \| \| \| |
|                 | \| \| Chrysochlorosia callistia \| \| \| \| \| \| Chrysochlorosia magnifica \| \| \| \| \| \| Chrysochlorosia splendida \| \| \| \| \| \| Chrysochlorosia superba \| \| \| \| |
|                 | Chrysochlorosia callistia |
|                 | |
|                 | Chrysochlorosia magnifica |
|                 | |
|                 | Chrysochlorosia splendida |
|                 | |
|                 | Chrysochlorosia superba |
|                 | |